# Saint-Sauveur (Nouveau-Brunswick)
Pour les articles homonymes, voir Saint-Sauveur.
Saint-Sauveur est un village du comté de Gloucester, au nord de la province canadienne du Nouveau-Brunswick. Le village avait le statut de DSL. Dans le cadre de la réforme de la gouvernance locale du 1er janvier 2023, le DSL a été annexé à la nouvelle ville de Hautes-Terres.

## Toponyme
Le village a porté le nom de Rang-Saint-Sauveur jusqu'en 1966.

## Géographie

### Situation
Saint-Sauveur est situé à environ 25 kilomètres à vol d'oiseau et à une quarantaine de kilomètres de route au sud-est de Bathurst, dans la péninsule acadienne. Le village a une superficie de 171,16 km2.
Saint-Sauveur possède un territoire plus ou moins rectangulaire, avec deux queues de poêle, au nord et au sud. Généralement, le village est limitrophe d'Allardville à l'ouest, de New Bandon-Salmon Beach au nord-ouest, de la paroisse de New Bandon au nord, de la paroisse de Paquetville au nord-est, de la paroisse de Saint-Isidore à l'est, de Saint-Irénée-et-Alderwood au sud-est, de la paroisse de Saumarez au sud et de la paroisse d'Alnwick au sud-ouest.
Saint-Sauveur est généralement considéré comme faisant partie de l'Acadie.

### Topographie
La Grande Rivière Tracadie coule du nord au sud, dans l'est du territoire. Ses principaux affluents sont, d'amont en aval, le ruisseau Wildcat, le ruisseau Meadow, le ruisseau Redpine, le ruisseau Camp Forbes, le ruisseau Big Bear, le ruisseau Deep Gulch et le ruisseau Lord and Foy. La rivière Tabusintac coule à l'extrémité sud du territoire.
Saint-Sauveur est situé sur un plateau et les vallées sont très abruptes. La principale colline est la Butte d'Or.

### Faune et flore
Saint-Sauveur est séparé des Caps, au nord, par près de 20 kilomètres de forêt. Les landes du Caribou se trouvent au nord-est, une région plus sèche caractérisée par une végétation basse. Une autre forêt longue de plus de 20 kilomètres s'étend au sud, jusqu'à la région de Néguac.

### Morphologie urbaine
Saint-Sauveur est un village-rue s'étendant sur près de 10 kilomètres le long de la route route 160, entre Allardville et Saint-Isidore. Il y a aussi le hameau de Butte-d'Or, situé à l'extrémité est.

## Histoire

### Origines
En 1825, le territoire est touché par les Grands feux de la Miramichi, qui dévastent entre 10 000 km2 et 20 000 km2 dans le centre et le nord-est de la province et tuent en tout plus de 280 personnes,.
Saint-Sauveur est fondé à la suite de la Grande Dépression pour aider les familles pauvres du comté de Gloucester, tout comme Allardville. Le hameau de Butte-d'Or est fondé peu après. Butte-d'Or compte un bureau de poste entre 1946 et 1957. La municipalité du comté de Gloucester est dissoute le 9 novembre 1966 et la paroisse d'Allardville, dont Saint-Sauveur faisait partie, devient un district de services locaux. Le centre culturel est inauguré en 1973. Le DSL de Saint-Sauveur est séparé de la paroisse d'Allardville en 1984. L'école La Découverte est inaugurée en 1986.

### Émeutes
Les émeutes de Saint-Sauveur et Saint-Simon ont eu lieu en mai 1997. À la suite d'une décision du ministre de l'Éducation James Lockier de fermer quelques écoles rurales, les parents de ces deux villages se mobilisèrent pour préserver leurs écoles. Quelques heures après l'annonce définitive, le 2 mai, la route 160 fut bloquée par les manifestants, qui furent dispersés par la GRC. Le 4 mai, ce fut au tour de citoyens de Saint-Simon de bloquer la route 335. La GRC intervient alors avec l'escouade anti-émeute. Certaines personnes furent battues et il y eut de nombreuses arrestations. Des manifestations de solidarité se poursuivent pendant un mois. À la demande du premier ministre, la Commission des plaintes publiques enquêta sur les événements, tandis que le gouvernement refusa de faire une enquête publique. La GRC fut blâmée en 2001 pour ses actes et présenta des excuses publiques. En 2007, un projet de motion d'excuses pour les actes commis par le gouvernement et les propos blessants de Frank McKenna et Jane Barry fut refusé par l'Assemblée législative du Nouveau-Brunswick. L'école de Saint-Sauveur reste tout de même ouverte par la suite.l'ecole de st-simon reste fermee

### XXIesiècle
Saint-Sauveur est l'une des localités organisatrices du IVe Congrès mondial acadien, en 2009. La caisse populaire ferme ses portes le 26 avril 2012.

## Démographie
D'après le recensement de Statistique Canada, il y a 709 habitants en 2006, comparativement à 817 en 2001, soit une baisse de 13,2 %. Il y a 290 logements privés, dont 279 occupés par des résidents habituels. Le village a une superficie de 171,16 km2 et une densité de population de 4,1 habitants au kilomètre carré.
En 2021, le village compte 598 habitants pour un superficie de 170,34 km2, portant sa densité de population à 3,5 habitants au kilomètre carré.
| 2001 | 2006 | 2011 | 2016 | 2021 |
| ---- | ---- | ---- | ---- | ---- |
| 817  | 709  | 671  | 673  | 598  |

## Administration

### Comité consultatif
En tant que district de services locaux, Saint-Sauveur est administré directement par le Ministère des Gouvernements locaux du Nouveau-Brunswick, secondé par un comité consultatif élu composé de cinq membres dont un président.
| Période                                  | Période  | Identité      | Étiquette | Qualité |
| ---------------------------------------- | -------- | ------------- | --------- | ------- |
|                                          | en cours | Danny Comeau  |           |         |
|                                          |          | Martin Doiron |           |         |
|                                          |          |               |           |         |
| Les données manquantes sont à compléter. |          |               |           |         |

### Commission de services régionaux
Saint-Sauveur fait partie de la Région 3, une commission de services régionaux (CSR) devant commencer officiellement ses activités le 1er janvier 2013. Contrairement aux municipalités, les DSL sont représentés au conseil par un nombre de représentants proportionnel à leur population et leur assiette fiscale. Ces représentants sont élus par les présidents des DSL mais sont nommés par le gouvernement s'il n'y a pas assez de présidents en fonction. Les services obligatoirement offerts par les CSR sont l'aménagement régional, l'aménagement local dans le cas des DSL, la gestion des déchets solides, la planification des mesures d'urgence ainsi que la collaboration en matière de services de police, la planification et le partage des coûts des infrastructures régionales de sport, de loisirs et de culture; d'autres services pourraient s'ajouter à cette liste.

### Représentation et tendances politiques
Nouveau-Brunswick: Saint-Sauveur fait partie de la circonscription de Centre-Péninsule—Saint-Sauveur, qui est représentée à l'Assemblée législative du Nouveau-Brunswick par Denis Landry, du Parti libéral. Il fut élu en 2003 puis réélu en 2008 et en 2010.
 Canada: Saint-Sauveur fait partie de la circonscription fédérale d'Acadie-Bathurst. Cette circonscription est représentée à la Chambre des communes du Canada par Yvon Godin, du NPD. Il fut élu lors de l'élection de 1997 contre le député sortant Doug Young, en raison du mécontentement provoqué par une réforme du régime d’assurance-emploi.

## Économie
Entreprise Chaleur, un organisme basé à Bathurst faisant partie du réseau Entreprise, a la responsabilité du développement économique de la région. L'économie de la Péninsule acadienne est basée sur les ressources naturelles ainsi que les services et la fabrication. Pourtant, le développement au village est avant tout résidentiel et l'une des principales opportunités économiques sont les emplois dans la fonction publique à Caraquet et Tracadie-Sheila. La population active est d'ailleurs très mobile et 20 % des hommes de la Péninsule travaillent à l'extérieur .

## Vivre à Saint-Sauveur
L’école La Découverte accueille les élèves de la maternelle à la 6e année. C'est une école publique francophone faisant partie du sous-district 4 du district scolaire Francophone Nord-Est. Le parc de l'école comprend des jeux pour enfants, une piste de course et des terrains de sport. La population bénéficie d'autres installations récréatives à Bathurst.
Saint-Sauveur possède aussi l'église catholique Sainte-Bernadette Soubirous et une caserne de pompiers. Le village offre, lorsque nécessaire, le service de pompiers aux districts de services locaux environnants. Le détachement de la Gendarmerie royale du Canada le plus proche est situé à Tracadie-Sheila. Cette ville dispose aussi d'un hôpital et d'un poste d'Ambulance Nouveau-Brunswick. Le bureau de poste le plus proche est quant à lui situé à Allardville.
Les francophones bénéficient du quotidien L'Acadie nouvelle, publié à Caraquet, ainsi que de l'hebdomadaire L'Étoile, de Dieppe. Les anglophones bénéficient quant à eux du quotidien Telegraph-Journal, publié à Saint-Jean.

## Culture
Plusieurs activités du Congrès mondial acadien 2009 ont été organisées à Saint-Sauveur.